# Simone Fraccaro
Simone Fraccaro (Riese Pio X, 1 januari 1952) is een Italiaans voormalig wielrenner.

## Carrière
Fraccaro reed dertien grote rondes waarvan hij er tien kon uitrijden. Zijn beste resultaat was een elfde plaats in de Ronde van Italië van 1977, verder won hij als weg-wielrenner twee ritten en een paar kleinere wedstrijden. Fraccaro werd ook tweemaal nationaal kampioen op de baan in de achtervolging.

## Overwinningen

### Baan
1977
- Nationaal kampioen op de baan, achtervolging

1978
- Nationaal kampioen op de baan, achtervolging

### Weg
1976
- 18e etappe Ronde van Italië
- 1e etappe deel c Cronostaffetta
- Eindklassement Cronostaffetta

1977
- Tour du Nord-Ouest de la Suisse
- 3e etappe Ronde van Italië

1978
- Castelfranco Veneto
- GP Kanton Aargau

1983
- 3e etappe Ronde van Noorwegen

## Resultaten in de voornaamste wedstrijden
| Jaar | Ronde van Italië | Ronde van Frankrijk | Ronde van Spanje |
| ---- | ---------------- | ------------------- | ---------------- |
| 1974 | 49e              |                     |                  |
| 1975 | 32e              | 35e                 |                  |
| 1976 | 33e (1)          | opgave              |                  |
| 1977 | 11e (1)          |                     |                  |
| 1978 | 23e              |                     |                  |
| 1979 | 20e              |                     |                  |
| 1980 | 37e              |                     |                  |
| 1981 | 52e              |                     |                  |
| 1982 | 65e              |                     |                  |
| 1983 | opgave           |                     |                  |
| 1984 |                  | opgave              |                  |

| Jaar | Milaan-San Remo | Luik-Bast.‑Luik |
| ---- | --------------- | --------------- |
| 1974 | 26e             |                 |
| 1975 | 28e             |                 |
| 1976 |                 |                 |
| 1977 | 93e             | 19e             |
| 1978 | 26e             |                 |
| 1979 | 60e             |                 |
| 1980 |                 |                 |
| 1981 |                 |                 |
| 1982 |                 |                 |
| 1983 | 109e            |                 |
| 1984 |                 |                 |

Wielerploegen van Simone Fraccaro
Aiardi ·
Battaglin · 
Bontempi ·
Fraccaro ·
Lang ·
Leali ·
Loro · 
Lualdi · 
Perini ·
Santoni ·
Tonon ·
Vagn Pedersen ·
Visentini